# Pistacyt
Pistacyt (epidot żelazowy) – minerał z grupy krzemianów, odmiana epidotu zasobna w żelazo. 
Nazwa pochodzi od gr. pistakia = orzech pistacjowy i nawiązuje do charakterystycznej barwy, przypominającej orzeszki pistacjowe.

## Właściwości
Pistacyt tworzy podobne kryształy i skupienia jak klinozoisyt – kryształy pryzmatyczne, agregaty pręcikowe i włókniste. Różni się od niego żółto-, oliwkowo- lub ciemnozieloną barwą oraz pleochroizmem, który staje się coraz wyraźniejszy ze wzrostem zawartości Fe2O3. Nie rozpuszcza się w kwasach, topi się w płomieniu dmuchawy. 

## Występowanie
Minerał skał metamorficznych i utworów przeobrażonych pod wpływem czynników hydrotermalnych niższych temperatur. Występuje w łupkach diabazowych i chlorytowych. Spotykany w szczelinach skał bogatych w żelazo i magnez. Powstaje w wyniku wietrzenia plagioklazu. 
Miejsca występowania: Włochy – Piemont, Austria, Brazylia, USA, Norwegia, Szwajcaria, Francja. 
W Polsce bywa spotykany na Dolnym Śląsku (w okolicach Szklarskiej Poręby, Strzegomia, Żółkiweki). Spotykany jest w skałach metamorficznych Rudaw Janowickich, Gór Kaczawskich i w Masywie Śnieżnika.

## Zastosowanie
- kamień poszukiwany przez kolekcjonerów, i na ich potrzeby szlifowany,
- kryształy (rzadko) używane są do wyrobu biżuterii.